# Bataille de Pékin (1644)
Pour les articles homonymes, voir Bataille de Pékin.
Transition des Ming aux Qing
Batailles
Unification des Jürchens - Fushun - Qinghe - Sarhu - Kaiyuan - Tieling - Xicheng  - Shen-Liao - Zhenjiang - She-An - Guangning - Ningyuan - Corée (1627) -  Ning-Jin - Jisi - Dalinghe - Wuqiao - Lüshun - Corée (1636) -  Song-Jin - Révoltes paysannes - Pékin - Shanhai
La bataille de Pékin a eu lieu entre février et avril 1644 dans les environs de Pékin et dans la ville même. Elle oppose les troupes de la dynastie Ming à celles de la dynastie Shun dirigée par Li Zicheng. Elle s'achève par la prise de la ville par les troupes Shun et la chute de la dynastie Ming.

## Situation avant le début du conflit
Le 7 mai 1618, Nurhachi, le Khan des Jin postérieurs, entre ouvertement en rébellion contre la dynastie Ming, dont il était théoriquement le vassal, en proclamant ses Sept Grandes Causes d'irritation, qui sont autant de raisons de rejeter la tutelle Ming sur la Mandchourie.
Les Jin enchaînent rapidement les victoires et s'emparent des grandes villes de Mandchourie les unes après les autres, malgré les efforts de guerre des Chinois. Les exigences du pouvoir central en hommes, matériel et argent envers les provinces de l'empire sont telles que des révoltes commencent à éclater. Ainsi, durant l'automne 1621, une importante rébellion de différentes ethnies non-Han éclate dans les provinces du Sichuan et de Guizhou, ce qui plonge les Ming dans une crise majeure et mobilise une partie non négligeable des ressources militaires de la dynastie au détriment de la défense du nord-est du pays. De leur cÉté, les Jin continuent d'accumuler les succès militaires. Leur série de victoires prend fin en 1626, lorsque leur Khan est gravement blessé lors de sa défaite à l'issue de la bataille de Ningyuan. Il meurt huit mois plus tard. Son fils et successeur, Huang Taiji, tente de le venger mais est vaincu à son tour lors de la bataille de Ning-Jin. Il passe les années suivantes à réformer et renforcer l'armée des Jin postérieurs.
Ces réformes commencent à porter leurs fruits en 1629, lorsque l'armée de Huang Taiji envahit la Chine en contournant la forteresse de Ningyuan, et marche sur Pékin, la capitale des Ming, qu'ils attaquent lors de l'Incident de Jisi. Même si la ville ne tombe pas, le butin et le prestige que Huang en tire sont colossaux. Durant les années suivantes, les Jin renouent avec la victoire, grâce à une armée réformée intégrant des soldats chinois ayant fait défection et une puissante artillerie. Les Jin s'emparent de la quasi-totalité de la Mandchourie et mettent au pas la Corée en 1627. En 1635, Huang Taiji adopte le nom de « Mandchou » pour désigner l'ensemble du peuple jürchen, puis, le 15 mai 1636, après s'être vu remettre par le dernier Khan mongol le sceau impérial de la dynastie Yuan, il change le nom de l'État mandchou, qui devient le Grand Qing, abandonnant le titre de Khan pour celui d'Empereur. C'est le début de la dynastie Qing. La Corée se révolte juste après ce couronnement et subit une cuisante défaite. Les Mongols sont intégrés, les Coréens matés, Huang a donc les mains libres pour reprendre ses attaques contre les Ming.
la situation intérieure des Ming se dégrade à la même vitesse que la situation extérieure. Si la rébellion She-An est matée, elle n'est que la première d'une série de révoltes et de mutineries, provoquées par les demandes du pouvoir central et les famines provoquées par des catastrophes naturelles. Durant la décennie 1630, un petit fonctionnaire nommé Li Zicheng se révolte dans le Shaanxi. Il gagne en puissance et, à partir de la fin de la décennie, il commence à marcher vers l'ouest, accumulant victoires et conquêtes. En 1643, Li Zicheng se proclame roi à Wuchang. Son armée, recevant sans cesse de nouveaux ralliements, compte bientôt des centaines de milliers d'hommes, tandis que des lettrés de l'administration Ming lui apportent leur soutien pour préparer un nouveau gouvernement.

## Déroulement des combats
Alors que Dorgon et ses conseillers se demandent comment attaquer les Ming, Le 8 février 1644, Zicheng proclame à Xi'an une nouvelle dynastie, la Dynastie Shun (顺朝 / 順朝, shùn cháo). En mars, ses armées prennent la capitale provinciale de Taiyuan dans le Shanxi. Ses troupes franchissent ensuite le fleuve Jaune et se dirigent vers Pékin.
Devant les progrès des rebelles, l'empereur Ming Chongzhen demande de l'aide en urgence à tous les commandants militaires de l'empire. Désireux de fidéliser son élite militaire, il accorde le 11 avril le titre de "comte" à quatre généraux, dont Wu Sangui et Tang Tong (唐通). Ce dernier étant le seul des nouveaux comtes à être présent sur Pékin, il est chargé de réorganiser les défenses de la ville, puis, avec un eunuque nommé Du Xun (杜勳), il est envoyé fortifier la passe de Juyong, le dernier bastion protégeant l'approche nord de la capitale. Le 22 avril, la Cour Ming apprend que Tang Tong s'est rendu à Li Zicheng la veille, que la passe de Juyong et tombée et que l'armée des rebelles se trouve maintenant à Changping, soit à soixante-cinq kilomètres au nord-ouest de Pékin.
Li et son armée atteignent la banlieue de la capitale le 23 avril, mais au lieu de lancer une attaque à grande échelle contre les murs de la ville, Li envoie l'eunuque Du Xun rencontrer l'empereur, espérant obtenir sa reddition. Vaine tentative, car le monarque refuse. Le 24 avril Li Zicheng entre dans Pékin, avec l'aide de Du Xun, et le jour suivant l'Empereur se pend à un arbre sur une colline située derrière la Cité interdite. Il est le dernier empereur Ming à régner à Pékin.

## Conséquences
Li Zicheng a beau être le maître de la capitale, il n'est pas pour autant le maître de la Chine. Au sud, son attitude lui a aliéné les militaires et fonctionnaires fidèles aux Ming, qui refusent de lui faire allégeance. Au Nord-Est, il doit compter avec les troupes de Wu Sangui, qui étaient en train de marcher sur Pékin lors de la chute de la ville et les Mandchous, qui se sont emparés des dernières terres chinoises au nord de la grande muraille après le départ de Sangui.
Finalement, il sera vaincu par une coalition Wu Sangui/Mandchous lors de la bataille de la passe de Sanhai, et obligé d'évacuer Pékin après des jours de pillages. Il meurt en septembre 1645, tué lors de combats, et sa dynastie disparaît avec lui. Finalement, c'est la dynastie Qing qui va régner sur la Chine pendant 268 ans.

## A lire également
- Bataille de la passe de Shanhai